# Guido von Samson-Himmelstjerna
Guido von Samson-Himmelstjerna (Rõuge, actual Estònia, llavors Imperi Rus, 27 de febrer de 1871 - Istanbul, Turquia, 2 de març de 1941) fou un director d'orquestra, compositor, pianista i professor de música rus, procedent d'una família aristocràtica germanobàltica.
Alumne distingit del Conservatori de Sant Petersburg, perfeccionà els seus estudis a Alemanya, establint-se el 1903 a Riga, on fundà la Societat Filharmònica de la capital letona. Des del 1904 dirigí la secció de música de la Societat Imperial Russa.
Va compondre i publicar interessants obres per a piano sol, lieder, obres per a orquestra i diversos cors.